# José María Pino Suárez, Tecolutla
José María Pino Suárez är en ort i Mexiko.   Den ligger i kommunen Tecolutla och delstaten Veracruz, i den sydöstra delen av landet, 240 km öster om huvudstaden Mexico City. José María Pino Suárez ligger 60 meter över havet och antalet invånare är 470.
Terrängen runt José María Pino Suárez är platt. Runt José María Pino Suárez är det ganska glesbefolkat, med 32 invånare per kvadratkilometer. Närmaste större samhälle är Gutiérrez Zamora, 7,3 km norr om José María Pino Suárez. Omgivningarna runt José María Pino Suárez är en mosaik av jordbruksmark och naturlig växtlighet.